# Flirting
Flirting (bra: Flertando - Aprendendo a Viver) é um filme australiano de 1991, do gênero drama romântico, dirigido por John Duigan. A história gira em torno de um romance entre dois adolescentes e é estrelada por Noah Taylor, que aparece novamente como Danny Embling, o protagonista do filme de Duigan de 1987, The Year My Voice Broke, de Duigan. Também estrelado por Thandie Newton e Nicole Kidman.
Flirting é o segundo de uma trilogia potencial incompleta de filmes autobiográficos de Duigan. Foi produzido por Terry Hayes, Doug Mitchell, Barbara Gibbs e George Miller, e produzido pela Kennedy Miller Studios, que também fez a trilogia Mad Max. O filme ganhou o prêmio de melhor filme do Instituto de Cinema Australiano de 1990, mesmo prêmio vencido por  The Year My Voice Broke em 1987.

## Sinopse
Danny, agora com 17 anos de idade, subdesenvolvido e desajeitado, foi enviado por seus pais para o internato masculino de St. Albans, na zona rural de Nova Gales do Sul, na Austrália, na esperança de que ele não se torne um delinqüente. O ano é 1965 e já se passou algum tempo desde que Danny teve algum relacionamento romântico com uma garota (seu antigo amor, Freya, de The Year My Voice Broke, o deixou no final do primeiro filme). Danny é alvo de piadas por causa de sua gagueira e nariz comprido (para o qual ele é apelidado de "pássaro"). O único amigo dele é Gilbert.
Em um jogo de rugby na escola, ele conhece e lentamente se interessa por Thandiwe, uma garota ugandense-queniana-britânica (pai ugandense e mãe queniana-britânica) que freqüenta a Cirencester Ladies 'College de meninas do outro lado do lago, enquanto seu pai, um político ativista, está lecionando na universidade de Canberra. Mais tarde, eles se encontram em um debate entre as duas escolas e secretamente durante uma dança na escola. Ela é punida por deixar a dança sem permissão e recebe tarefas de Nicola. Thandiwe mais tarde faz amizade com Melissa e Janet.
Ao longo do ano letivo, eles promovem um romance iniciante, apesar dos regulamentos dominantes infligidos a eles — especificamente políticas raciais e convenções sociais (Thandiwe é frequentemente considerada pelas autoridades da escola como rebelde e abertamente sexual). Após a apresentação do musical, Danny apresenta seus pais a Thandiwe e seus pais. Mais tarde, eles decidem retornar ao Uganda em resposta à turbulência política no país. Logo Thandiwe decide voltar também, e mente sobre sua verdadeira data de partida, a fim de passar a noite em um motel com Danny. Eles são descobertos, levando à sua expulsão. Thandiwe escreve para ele regularmente de Uganda, mas as cartas param de chegar. Um dia, chega uma carta de Nairobi dizendo que ela finalmente está segura lá.

## Elenco
- Noah Taylor como Danny Embling
- Thandie Newton como Thandiwe Adjewa
- Nicole Kidman como Nicola Radcliffe
- Kym Wilson como Melissa
- Naomi Watts como Janet
- Les Hill como Greg Gilmore

## Produção
O roteiro foi escrito antes de The Year My Voice Broke. Embora a história evoque temas gerais de romance e amor, alguns dizem que também examina as propriedades do "personagem australiano": isolamento existencial e fortes laços culturais com a Grã-Bretanha. Foi filmado em Sydney, Bathurst e Braidwood, Nova Gales do Sul, incluindo cenas no St Stanislaus College em Bathurst.
Flirting apresenta uma das últimas participações de Nicole Kidman em um filme produzido na Austrália antes de fazer sua transição para Hollywood (embora ela retornasse nos anos seguintes para atuar em filmes para o diretor Baz Luhrmann); Kidman já havia trabalhado com o diretor Duigan na minissérie australiana "Vietnam". Em 2011, a atriz Thandie Newton revelou que começou um relacionamento de seis anos, a partir dos 16 anos, com John Duigan, o diretor, depois de fazer um teste para o filme.

## Trilha sonora
- "Proserpina" – escrito por John Duigan e Sarah de Jong
- "(By the) Sleepy Lagoon" – realizado por Harry James
- "The Wasps" – composto por Ralph Vaughan Williams, interpretado por Queensland Symphony Orchestra
- "Johnny Get Angry" – realizado por Joanie Sommers
- "Tutti Frutti" – escrito por Little Richard, Dorothy La Bostrie e Joe Lubin
- "I Just Wanna Make Love to You" – escrito por Willie Dixon
- "The Moochie" – realizado por Sidney Bechet
- "With a Girl Like You" – interpretada por The Troggs
- "Little Egypt" – escrito por Jerry Leiber and Mike Stoller
- "Big Bad John" – escrito por Jimmy Dean

A música "With a Girl Like You" está realmente fora de período, não sendo lançada até agosto de 1966.

## Recepção
Flirting teve ampla aclamação por parte da crítica especializada. Com índice de 96%, o Rotten Tomatoes publicou um consenso: "Um excelente acompanhamento para The Year My Voice Broke, Flirting é um filme adolescente que vale a pena assistir, graças a performances emocionalmente envolvente e um roteiro cativante". Flirting arrecadou US$1,655,044 nas bilheterias na Austrália e US$2,415,396 nos EUA. e foi amplamente aclamado pela crítica. Ele apareceu na lista dos 10 melhores filmes de Roger Ebert, de 1992. Posteriormente, foi classificado como número 46 na lista dos 50 melhores filmes do ensino médio da Entertainment Weekly. A crítica cinematográfica do The New York Times de 6 de novembro de 1992 comentou:
Há uma espécie de calma indolor sobre "Flirting". O filme é ao mesmo tempo atraente e um pouco chato. Duigan evita o melodrama, o que é bom. No entanto, seu dom para os detalhes comuns agudamente observados não é forte nem original o suficiente para transformar o filme em algo comparável a tantos filmes semelhantes e melhores. As melhores coisas de "Flirting" são as performances. Newton é encantadora como Thandiwe, que é muito mais sofisticada que Danny e sábia o suficiente para nunca deixá-lo saber. O Sr. Taylor também é bom, embora o problemático Danny não seja um personagem fácil de interpretar. Ele é virtualmente o artista genérico quando jovem. Nicole Kidman aparece em um papel de apoio como uma das colegas mais velhas de Thandiwe, que é menos esnobe do que parece.
The Washington Post de 20 de novembro de 1992 comentou:
O filme é repleto de cenas maravilhosas: Newton é pego se escondendo no banheiro de meninos enquanto os rapazes desavisados entram no banho, uma fila de meninos uniformizados ritualisticamente encarando uma fileira de garotas vestidas de salão em uma dança da escola, e assim por diante. "Flertar" também é repleto de divertidas réplicas e comentários: "Lembre-se das necessidades dela e das suas", sugere o amigo de Taylor com sabedoria Kamasutra de segunda mão quando Taylor se dirige a um encontro sensual pretendido. "Se você puder dar prazer a ela, ela voltará para mais."

## Premiações
O filme recebeu os seguintes em 1990 da Australian Academy of Cinema and Television Arts:
- Melhor Filme (Terry Hayes, Doug Mitchell, George Miller)
- Melhor conquista em edição (Robert Gibson)
- Melhor Realização em Design de Produção (Roger Ford)

O filme também foi indicado para os seguintes da Australian Academy of Cinema and Television Arts:
- Melhor conquista em som (Antony Gray, Ross Linton, Phil Judd)
- Melhor Ator Coadjuvante (Bartholomew Rose)
- Melhor Realização em Cinematografia (Geoff Burton)